# 切爾納茨凱 (蘇梅州)
52°10′47″N 33°55′27″E / 52.17972°N 33.92417°E
切爾納茨凱（烏克蘭語：Чернацьке）是位於烏克蘭東北部的村莊，由蘇梅州紹斯特卡區的中布達市鎮負責管轄。該村處於茲諾比夫卡河畔，分別距離羅馬什科韋1.5公里和佩雷莫哈3公里，海拔高度162米，2001年人口811。